# 해리 로즈
해리 로즈(Hari Rhodes, 1932년 4월 10일 ~ 1992년 1월 15일)는 미국의 장교, 배우, 작가이다.
신시내티에서 태어났다.

## 출연 작품
- 동기없는 살인 (1992년)
- 도너 (1990년)
- 샤키 머신 (1981년)
- 죽음의 가스 (1978년) - 닥터 모어린드 역
- 악몽의 602편 (1976년)
- 혹성 탈출 4 - 노예들의 반란 (1972년) - 맥도날드 역
- 충격의 복도 (1963년)
- 벤 케이시 (1961년)
- 페이튼 플레이스 2 (1961년)

### 텔레비전
- 매그넘 P.I. (1980년)
- 뿌리 (1977년)
- 형사 Q (1976년)
- 샌프란시스코 수사반 (1972년)
- FBI (1965년)
- 다이너스티 (1981년)